# Chiropodomys
Chiropodomys is een geslacht van knaagdieren dat voorkomt in Zuidoost-Azië. Waarschijnlijk zijn ze het nauwste verwant aan de geslachten Haeromys en Hapalomys. Eerder is ook een verwantschap met Crateromys voorgesteld.
Het zijn zeer kleine, boombewonende muizen, die meestal in tropische regenwouden leven. De kop-romplengte bedraagt 7 tot 12 cm, de staartlengte 9 tot 17 cm. De rug is grijs of bruin en de buik wit. De staart is nauwelijks behaard. De punt is echter wel behaard, zodat die op een penseel lijkt.
Er zijn zes soorten, plus twee fossielen:
- Chiropodomys calamianensis (Palawan en omliggende eilanden)
- Chiropodomys gliroides – Pluimstaartbamboemuis (vasteland van Zuidoost-Azië en Zuidoost-China tot Sumatra, Java en Bali)
- Chiropodomys karlkoopmani (Mentawai-eilanden)
- Chiropodomys major (Borneo)
- Chiropodomys maximus† (Thailand)
- Chiropodomys muroides (Borneo)
- Chiropodomys primitivus† (Zuid-China)
- Chiropodomys pusillus (Borneo)